# Lijst van voetbalinterlands Burkina Faso - Comoren
Deze lijst van voetbalinterlands is een overzicht van alle officiële voetbalwedstrijden tussen de nationale teams van Burkina Faso en de Comoren. De Afrikaanse landen hebben tot op heden vier keer tegen elkaar gespeeld. De eerste ontmoeting was een vriendschappelijke wedstrijd op 5 maart 2014 in Martigues (Frankrijk). Het laatste duel, eveneens een vriendschappelijke wedstrijd, vond plaats in Casablanca (Marokko) op 27 september 2022.

## Wedstrijden
| № | Plaats      | Datum             | Competitie                   | Wedstrijd              | Uitslag |
| - | ----------- | ----------------- | ---------------------------- | ---------------------- | ------- |
| 1 | Martigues   | 5 maart 2014      | Vriendschappelijk            | Burkina Faso − Comoren | 1 − 1   |
| 2 | Ouagadougou | 13 juni 2015      | Afrika Cup 2017 kwalificatie | Burkina Faso − Comoren | 2 − 0   |
| 3 | Moroni      | 5 juni 2016       | Afrika Cup 2017 kwalificatie | Comoren − Burkina Faso | 0 − 1   |
| 4 | Casablanca  | 27 september 2022 | Vriendschappelijk            | Burkina Faso − Comoren | 2 − 1   |

## Samenvatting
| Competitie              | Totaal gespeeld | Winst Burkina Faso | Gelijk | Winst Comoren | Doelsaldo Burkina Faso – Comoren |
| ----------------------- | --------------- | ------------------ | ------ | ------------- | -------------------------------- |
| Afrika Cup-kwalificatie | 2               | 2                  | 0      | 0             | 3 − 0                            |
| Vriendschappelijk       | 2               | 1                  | 1      | 0             | 3 − 2                            |
| Totaal                  | 4               | 3                  | 1      | 0             | 6 − 2                            |

Wedstrijden bepaald door strafschoppen worden, in lijn met de FIFA, als een gelijkspel gerekend.
FBF · A-internationals · Olympisch elftal · Burkinees vrouwenelftal
1960 – 1969 · 
1970 – 1979 · 
1980 – 1989 · 
1990 – 1999 · 
2000 – 2009 · 
2010 – 2019 ·
2020 − 2029
Algerije ·
Angola ·
Bahrein ·
België ·
Benin ·
Botswana ·
Burundi ·
Centraal-Afrikaanse Republiek ·
Chili ·
Comoren ·
Congo-Brazzaville ·
Congo-Kinshasa ·
Djibouti ·
Egypte ·
Equatoriaal-Guinea ·
Ethiopië ·
Gabon ·
Gambia ·
Ghana ·
Guinee ·
Guinee-Bissau ·
Iran ·
Ivoorkust ·
Kaapverdië ·
Kameroen ·
Kazachstan ·
Kenia ·
Kosovo · 
Lesotho ·
Liberia ·
Libië ·
Madagaskar ·
Malawi ·
Mali ·
Marokko ·
Mauritanië ·
Mozambique ·
Namibië ·
Niger ·
Nigeria ·
Noord-Korea ·
Oeganda ·
Oezbekistan ·
Oman ·
Qatar ·
Senegal ·
Seychellen ·
Sierra Leone ·
Soedan ·
Swaziland ·
Tanzania ·
Togo ·
Tunesië ·
Zambia ·
Zimbabwe ·
Zuid-Afrika ·
Zuid-Korea ·
Zuid-Soedan
Nigeria (2013)
FCF · Comorees vrouwenelftal

Interlands
Tegenstander:
Angola ·
Botswana ·
Burkina Faso ·
Burundi ·
Centraal-Afrikaanse Republiek ·
Djibouti ·
Egypte ·
Ethiopië ·
Gabon ·
Gambia ·
Ghana ·
Guinee ·
Ivoorkust ·
Jemen ·
Kaapverdië ·
Kameroen ·
Kenia ·
Lesotho ·
Libië ·
Madagaskar ·
Malawi ·
Malediven ·
Mali ·
Marokko ·
Mauritanië ·
Mauritius ·
Mozambique ·
Namibië ·
Oeganda ·
Palestina ·
Seychellen ·
Sierra Leone ·
Swaziland ·
Togo ·
Tsjaad ·
Tunesië ·
Zambia ·
Zimbabwe ·
Zuid-Afrika